# Kaiservilla

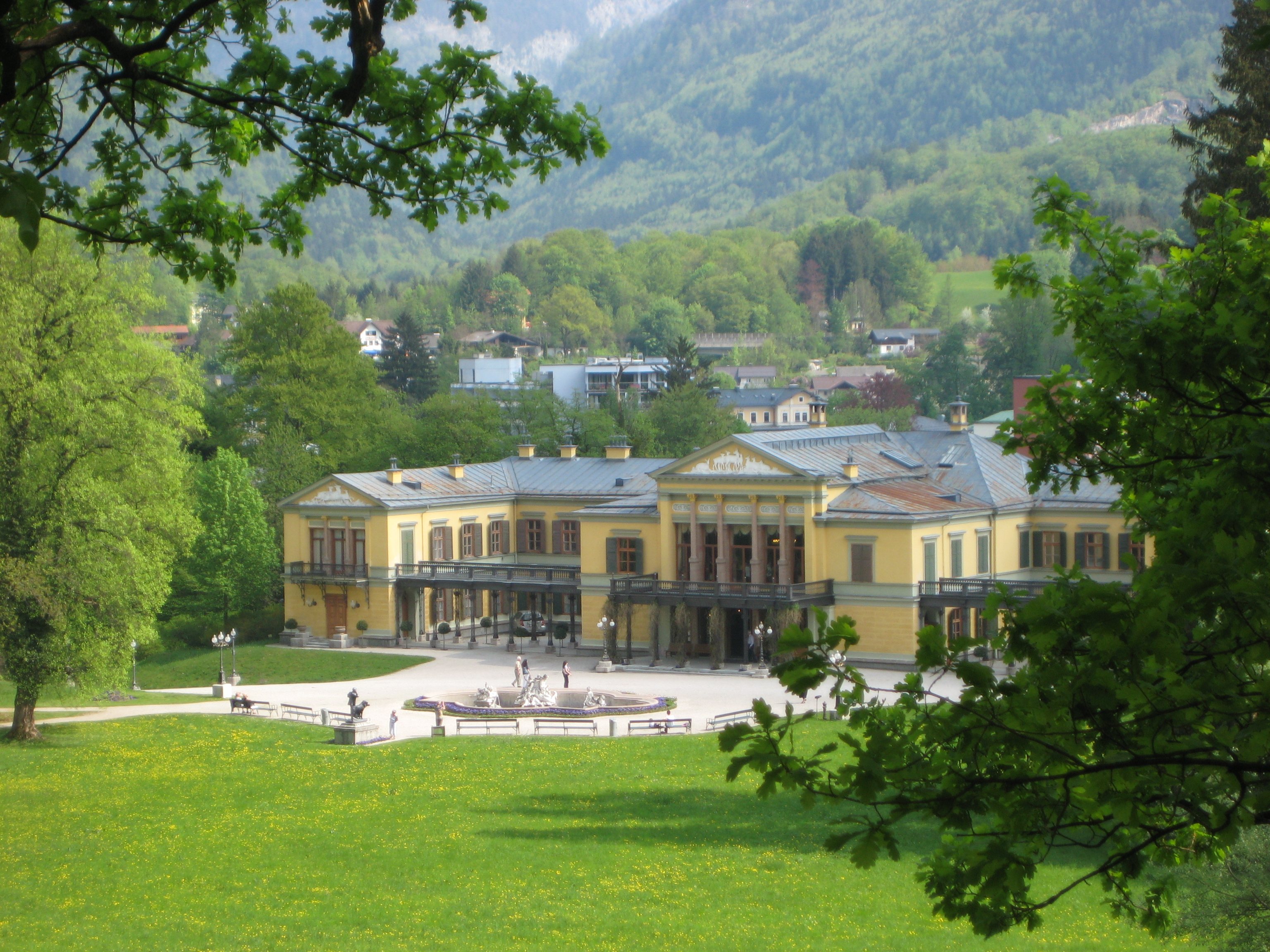
La Kaiservilla vista dal parco

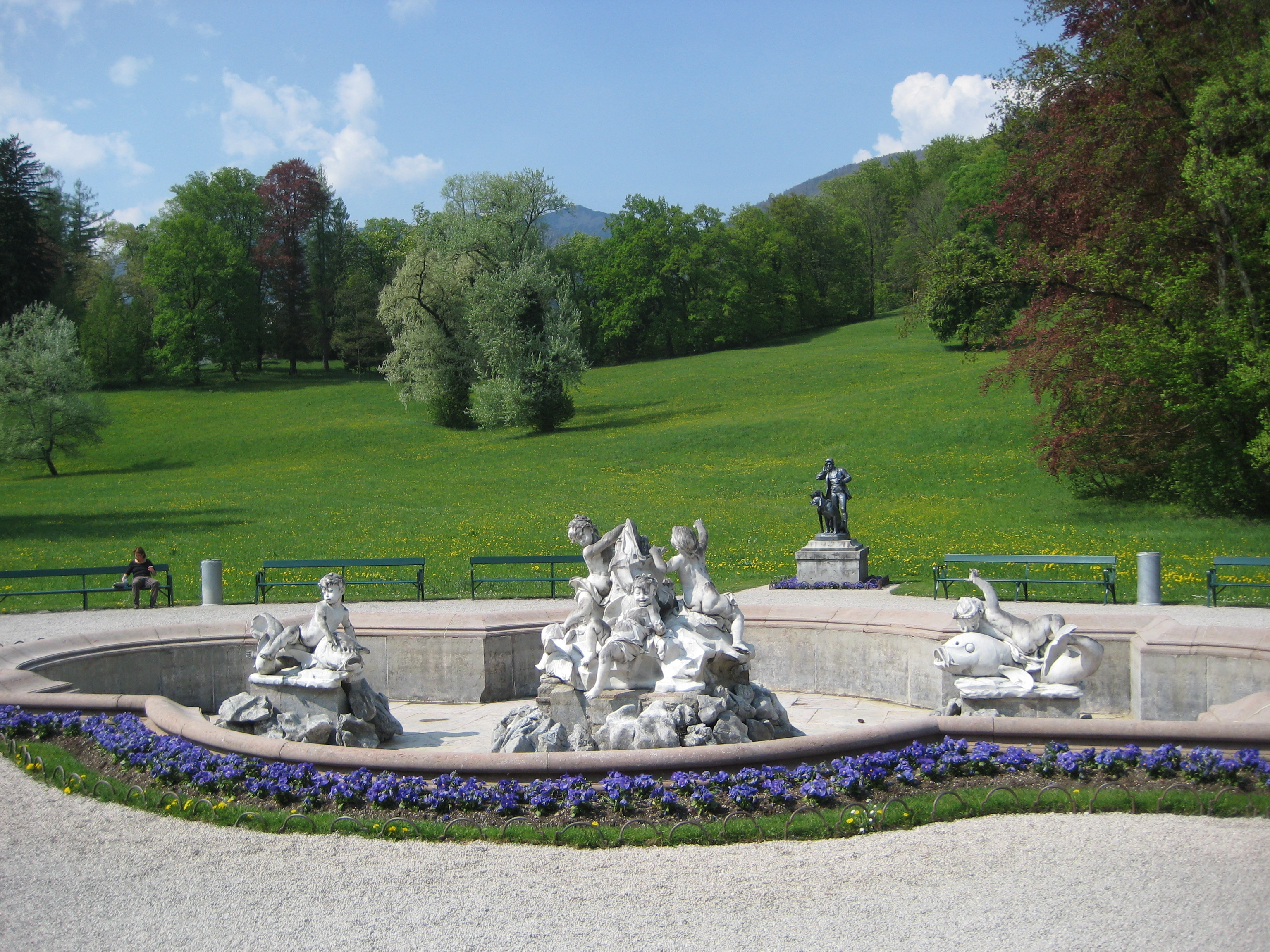
Fontana e parco

La Kaiservilla (Villa imperiale) è una residenza estiva della famiglia imperiale austriaca degli Asburgo, posta a Bad Ischl. Essa divenne nota nell'Ottocento per essere la residenza preferita di Francesco Giuseppe d'Austria e di sua moglie Sissi.

## Storia
La costruzione apparteneva originariamente al notaio viennese Josef August Eltz. Nel 1850 venne acquistata dal dottore Eduard Mastalier il quale la vendette poco dopo all'arciduchessa Sofia d'Austria, madre di Francesco Giuseppe, la quale a sua volta la donò al figlio come residenza di campagna in occasione del suo matrimonio nel 1853.
Negli anni successivi, la villa venne convertita in stile neoclassico ad opera dell'architetto italiano Antonio Legrenzi ed ampliata allungando le ali laterali e creando un'entrata d'onore con un cortile. In onore al nome di battesimo di Sissi, Elizabeth, il complesso assunse una atipica forma a "E". La struttura venne decorata con timpani e colonne classiche. Attorno alla villa venne creato anche un parco di stile inglese con costruzioni progettate da Franz Rauch come la Casa del Te o il Castello di Marmo, edifici di corollario per il tempo libero e la caccia dal momento che l'area della villa era inserita in un contesto verde che favoriva di molto l'attività venatoria, una delle favorite di Francesco Giuseppe.
Il complesso venne terminato solo nel 1860 in quanto i lavori erano severamente vietati nel periodo estivo quando la famiglia imperiale si trovava in soggiorno presso la villa. Nel 1884 venne aggiunta nel cortile d'onore una fontana di marmo bianco ad opera di Viktor Tilgner.
Il 28 luglio 1914, proprio in questa residenza, nel suo studio, Francesco Giuseppe siglò la fatale dichiarazione di guerra alla Serbia che portò allo scoppio della prima guerra mondiale. Dopo la morte di Francesco Giuseppe, la residenza passò a sua figlia Maria Valeria la quale sposò l'arciduca Francesco Salvatore d'Asburgo-Toscana e qui rimase sino alla fine della guerra nel 1918. Attualmente la villa è di proprietà del nipote di Maria Valeria, l'arciduca Marco d'Asburgo-Lorena, che ne ha deciso l'apertura al pubblico. 
La villa imperiale è stata utilizzata per girare delle scene del film "La principessa Sissi", primo film della famosissima trilogia.